# Кантіанство
Кантіанство (нім. Kantianismus, англ. Kantianism) — ідеалістичний філософський напрям розроблений Іммануїлом Кантом та його послідовниками, а також спільна назва філософських напрямів, течій та шкіл, що склались у XIX — на початку XX століття під безпосереднім впливом його ідей. Кантіанство охоплює різноманітні філософські вчення, які поділяють прагнення Канта дослідити природу та межі людського пізнання у надії підняти філософію до рівня науки. 
Поява «критичної» системи Канта викликало запеклу полеміку, в ході якої склалася група його прихильників, що популяризувала та захищала погляди Канта від звинувачень у іррелігійності й політичному радикалізмі. Кантіанство проникає в історію філософії та інші дисципліни: право, історію, протестантську теологію та філософію релігії. 
Більш ґрунтовну переробку системи Канта здійснив Карл Леонгард Рейнгольд, його «Листи про кантівської філософії» (1786-1787) сприяли поширенню й посиленню впливу кантіанства. 
У 1790-х роках в Німеччині з'явилися так звані напівкантіанці, які переглянули ті елементи кантівської системи, які вони вважали неадекватними, неясними або навіть помилковими. До напівкантіанців відносились Фрідріх Шиллер, Фрідріх Бутервек та Якоб Фрідріх Фриз. Період з 1790 по 1835 роки був епохою посткантіанських ідеалістів (ідеалізм). 
У середині 60-х роках XIX століття кантіанство переростає у неокантіанство, що супроводжується посиленням критики Канта «справа», з позицій більш послідовного ідеалізму. Весь розвиток кантіанства підпорядкований завданню усунення внутрішніх суперечностей вчення Канта за рахунок вихолощення матеріалістичних й діалектичних його елементів. 
Не представляючи єдиної школи, кантіанство існує нині у вигляді тенденції, що піддаються різними «новітніми» впливами. Організаційним центром кантіанства з 1904 року є «Кантівське товариство» та часопис «Kant-Studien» з 1896 року.